# Tobrilus husmanni
Tobrilus husmanni is een rondwormensoort uit de familie van de Tobrilidae. De wetenschappelijke naam van de soort is voor het eerst geldig gepubliceerd in 1958 door Altherr.